# انتشارات جهاد دانشگاهی مشهد
انتشارات جهاددانشگاهی مشهد نام یکی از مؤسسه‌های انتشاراتی ایران است که در سال ۱۳۶۰ تأسیس شد. محور اصلی فعالیت این ناشر کتب محیط زیست و کشاورزی است. 

## تاریخچه
انتشارات جهاددانشگاهی مشهد که در سال ۱۳۶۰ تأسیس شد برای ارتقای سطح علمی و فرهنگی و رفع نیازهای موجود دانشگاه، به معرفی محققان و پژوهشگران کشور و نشر آثار آن‌ها همت گماشت و در این راستا توانسته‌است چاپ بیش از ۵۰۰ عنوان کتاب در رشته‌های مختلف علوم انسانی، پزشکی، مهندسی، علوم پایه، کشاورزی و محیط زیست و آثار دانشجویی را در کارنامه خود به‌ثبت برساند که تعدادی از این آثار چندین‌بار تجدید چاپ شده‌اند. نظر به فعالیت‌های گسترده انتشارات جهاددانشگاهی مشهد، این مرکز در سال ۱۳۷۵، در نهمین نمایشگاه بین‌المللی کتاب تهران، تندیس بلورین و لوح تقدیر ناشر برگزیده شهرستانی را به‌خود اختصاص داد و در سال ۱۳۸۲ به‌خاطر نشر علوم زیست‌محیطی مورد تقدیر جشنواره ملی محیط زیست قرار گرفت. در همین سال دبیرخانه دهمین دوره کتاب سال دانشجویی به‌خاطر چاپ کتاب باران (نخستین کتاب شعر دانشجویان ایران) از انتشارات جهاددانشگاهی مشهد تقدیر نمود. در آبان سال ۱۳۹۳، این انتشارات رتبه دوم ناشر کتاب‌های زیست‌محیطی را در نخستین جشنواره کتاب سال محیط زیست کسب نمود. تعدادی از کتاب‌های چاپ این مرکز، که در زیر می‌آید، به‌عنوان کتابهای برگزیده معرفی شده‌است.

## کتابهای برگزیده
- سال ۱۳۶۷، جنبه‌های فیزیولوژیکی زراعت دیم: ترجمه دکتر علیرضا کوچکی؛  کتاب سال جمهوری اسلامی ایران
- سال۱۳۷۵، مقدمه‌ای بر اکولوژی رفتار ، ترجمه عبدالحسین وهاب‌زاده؛   کتاب سال جمهوری اسلامی ایران
- سال۱۳۷۶،  ایمونولوژی سلولی و مولکولی۱۹۹۴:  ترجمه دکتر فریدحسینی، دکتر حسن برادران و سیدعبدالرحیم رضایی؛   کتاب سال جمهوری اسلامی ایران
- سال ۱۳۸۶، سوسیوبیولوژی؛تلفیق نوین: ترجمه عبدالحسین وهاب‌زاده؛  کتاب سال ایران
- سال ۱۳۸۷، از اسطوره تا حماسه:  تألیف سجاد آیدنلو؛  برنده جایزه ادبی جلال آل آحمد
- سال۱۳۸۹، بوم‌شناسی: تألیف چارلز جی. کربز، ترجمه عبدالحسین وهابزاده؛  برنده جایزه کتاب سال جمهوری اسلامی
- سال ۱۳۹۰، مبانی ژنتیک قارچها: تألیف دکتر رضا مستوفی‌زاده قلمفرسا، آزاده حبیبی؛  برنده جایزه کتاب سال خراسان رضوی.
- سال ۱۳۹۰، اصول و عملیات آبیاری عمومی: تألیف دکتر حسین انصاری، دکتر حسین شریفان و دکتر کامران داوری؛  برنده جایزه کتاب رشد.
- سال ۱۳۹۰، مبانی ژنتیک قارچ‌ها: تألیف دکتر رضا مستوفی‌زاده قلمفرسا، آزاده حبیبی؛  کتاب شایسته تقدیر بیستمین دوره انتخاب کتاب برتر دانشگاهی.
- سال ۱۳۹۱، فیزیولوژی و بیولوژی مولکولی تحمل تنش در گیاهان: تألیف ماداوارا، راگاوندرا و جاناردان ردی، ترجمه دکتر رضا فتوحی قزوینی، دکتر مختار حیدری و مهندس ابوذر هاشم‌پور؛  کتاب سال خراسان رضوی.
- سال ۱۳۹۳، کودک و طبیعت: ترجمه عبدالحسین وهاب‌زاده و آرش حسینیان؛   کتاب برگزیده یازدهمین دوره‌ کتاب سال خراسان رضوی.
- سال ۱۳۹۴، اسلام و محیط زیست: ترجمه دکتر محمد خواجه‌حسینی و شهاب‌الدین معین‌الدینی؛ کتاب برگزیده خراسان رضوی؛ کتاب شایسته تقدیر جشنواره کتاب سال دانشجویی.
- سال ۱۳۹۴، مقدمه‌ای بر اخترفیزیک جدید(جلد اول): ترجمه دکتر جمشید قنبری و سعیده حسابی؛ کتاب شایسته تقدیر سی‌وسومین دوره کتاب سال جمهوری اسلامی ایران؛
- سال ۱۳۹۵، اصول ترسیب کربن: تألیف دکتر حمیدرضا فلاحی و همکاران؛ کتاب برگزیده سال دانشجویی در بیست و سومین جشنواره کتاب سال دانشجویی.
- سال ۱۳۹۵، روش‌شناسی در بیوسیستماتیک جانوری: تألیف دکتر جمشید درویش کتاب شایسته تقدیر در سی‌ و چهارمین جشنواره کتاب سال جمهوری اسلامی
- سال ۱۳۹۸، سیما ژنتیک: ترجمه دکتر منصوره ملکیان و رسول خسروی، کتاب شایسته تقدیر در سی‌وهفتمین جشنواره کتاب سال جمهوری اسلامی.

## منبع
- سایت رسمی سازمان جهاددانشگاهی خراسان رضوی
- دربارهٔ ما. وب‌گاه رسمی انتشارات جهاددانشگاهی مشهد
- خرید آنلاین کتاب‌های منتشره از سایت رسمی ناشر